# Libelloides ramburi
Libelloides ramburi is een insect uit de familie van de vlinderhaften (Ascalaphidae), die tot de orde netvleugeligen (Neuroptera) behoort. 
Libelloides ramburi is voor het eerst wetenschappelijk beschreven door McLachlan in 1875.